# Dyrekcja Kolei w Stanisławowie

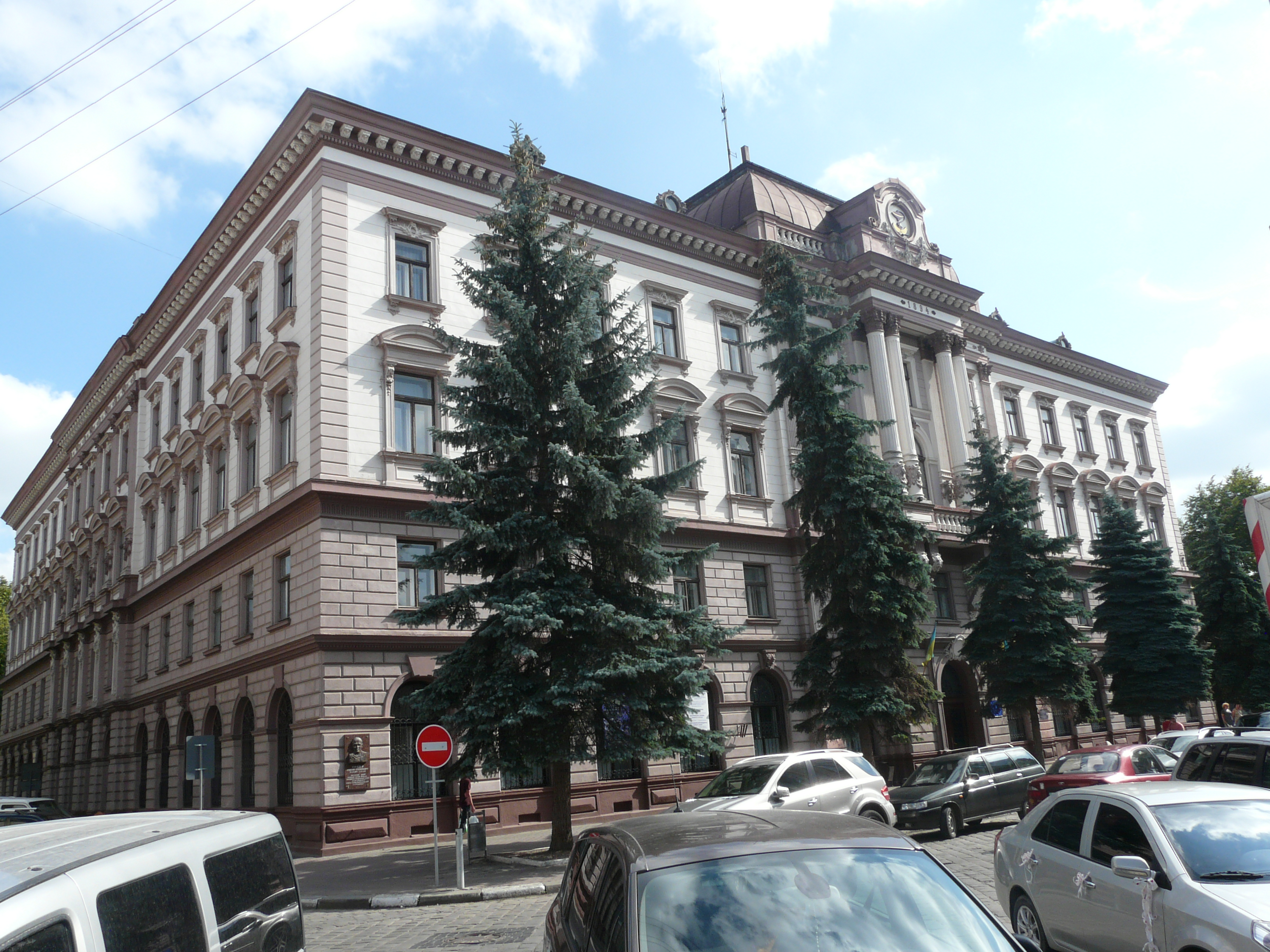
b. siedziba Dyrekcji Kolei przy pl. Potockiego (1894-1914)

Dyrekcja Kolei w Stanisławowie, k.k. Staatsbahndirektion Stanislau, Дирекція залізниці в Станіславові – terytorialny organ zarządzania koleją z siedzibą w Stanisławowie. 

## Historia
Kolej osiągnęła Stanisławów w 1865 roku dzięki budowie linii Lwów–Stanisławów–Czerniowce–Bukareszt, którą nazwano Koleją Żelazną Lwów–Czerniowce–Jassy (Lemberg–Czernowitz–Jassy Eisenbahn–LCJE). W 1875 roku dotarła druga linia Lwów–Stryj–Stanisławów (dług. 181 km), nazywana Koleją Arcyksięcia Albrechta (Erzherzog Albrecht –Bahn - EAB), będąca fragmentem Galicyjskiej Kolei Transwersalnej (Galizische Transversalbahn – GalTr). Rozwijały się też połączenia lokalne, np. relacji Lwów–Woronienka, Stanisławów–Czortków, Stanisławów–Kołomyja, po części w wyniku rosnących potrzeb transportowych miejscowego zagłębia naftowego. W 1884 roku w Stanisławowie powołano Okręgową Dyrekcję Ruchu Kolejowego. W międzyczasie kolej upaństwowiono. Decyzją dr Leona Bilińskiego, ówczesnego dyrektora generalnego C.K. Austriackich Kolei Państwowych (Kaiserlich-königliche österreichische Staatsbahnen), w 1893 roku w Stanisławowie powołano C.K. Dyrekcję Kolei Państwowych (k.k. Staatsbahndirektion Stanislau).
Po I wojnie światowej, od 1919 roku funkcję zarządzania na tym terenie przejęła polska Dyrekcja Kolei Państwowych w Stanisławowie, której podlegały jednostki wykonawcze, np. w 1926 roku były to Warsztaty Główne, Parowozownia, 2 sekcje utrzymania kolei, Warsztat Sygnałów, Magazyn Zasobów. W 1929 roku zmieniono nazwę na Dyrekcję Okręgową Kolei Państwowych Stanisławów. W 1934 toku pozbawiono to miasto funkcji zarządczych, miejscową kolej powierzając DOKP Lwów.
Podobnie było również w okresie II wojny światowej – dalej koleją na tych terenach kierowano ze Lwowa - w latach 1939–1941 przez radziecką Kolej Lwowską (Львовская железная дорога), następnie w latach 1941–1943 niemiecką Dyrekcję Okręgową Kolei Wschodnich (Ostbahn-Bezirksdirektion – OBD Lemberg), której w ostatnim okresie (1943–1944) zmieniono nazwę na Dyrekcję Kolei Wschodnich (Ostbahndirektion – OBD Lemberg).
Zarządzanie ze Lwowa kontynuowano przez radziecką Kolej Lwowską (Львовская железная дорога) (1944–1991) oraz od 1991 przez ukraińską Lwowską Kolej Państwową (Львівська державна залізниця). Obecnie swoją siedzibę w Stanisławowie ma jedynie podporządkowana Kolejom Lwowskim jednostka wykonawcza Iwano-Frankowska Dyrekcja Przewozów Kolejowych (Івано-Франківська дирекція залізничних перевезень). 
Od 1866 roku Stanisławów dysponuje zapleczem obsługi taboru – warsztatami głównymi, które od 2001 roku noszą nazwę Iwano-Frankowskiego Zakładu Napraw Lokomotyw (ВАТ Івано-Франківський локомотиворемонтний завод/ОАО Ивано-Франковский локомотиворемонтный завод). 

## Siedziba
- I siedziba mieściła się w pobliżu pl. Mickiewicza, budynek który następnie od 1869 roku był wynajmowany pierwszej w mieście zawodowej Straży Pożarnej;
- II siedziba w budynku z 1894 roku (proj. Ernest Baudisch) przy pl. Potockiego, frontem do ul. Karpińskiego 7, obecnie ul. Halicka 2 (вул. Галицька); siedziba Dyrekcji Kolei w latach 1894–1914, w okresie międzywojennym (1921–1935) Urzędu Wojewódzkiego woj. stanisławowskiego, Izby Skarbowej (1935–) oraz Magistratu (–1938), zarządu obwodowego Komsomołu (1939–1941), od 1945 roku Państwowego Uniwersytetu Medycznego (Івано-Франківський національний медичний університет);
- III siedziba w budynku z 1914 roku (proj. Richard Trost) przy ul. Grunwaldzkiej 7 (ob. вул. Грюнвальдська 11), w 1919 roku siedziba rządu Zachodniej Ukraińskiej Narodowej Republiki, po likwidacji dyrekcji w 1934 roku kolejowego Biura Kontroli Dochodów i Urzędu Wojewódzkiego (1935–), w czasach radzieckich Komitetu Obwodowego KPZR (–1987), Urzędu Powiatowego, od 1994 roku siedziba obwodowych instytucji wymiaru sprawiedliwości – Sądu Okręgowego i Prokuratury Obwodowej;
- IV siedziba przy ul. Przydworcowej 15 (вул. Привокзальна 15) jako Iwano-Frankiwska Dyrekcja Przewozów (Івано-Франківська дирекція залізничних перевезень).[1][2][3][4]